# Paolo Castellini
Paolo Castellini (Brescia, 25 de març de 1979) és un futbolista italià, que ocupa la plaça d'interior esquerre. Ha estat internacional italià en categoria sub-20 i sub-21.
Comença a destacar a la US Cremonese. Entre 2000 i 2004 seria titular amb la Torino FC, el darrer any cedit a la Brescia Calcio. Després de dos discrets anys al Reial Betis espanyol, en part per les lesions, el 2006 recala a la Parma FC, on és titular.